# Гран-прі ISD
Гран-прі ISD — шосейна одноденна велогонка, яка проводиться з 2015 року у Вінницькій області (Україна). Входить в Європейського туру UCI, маючи категорію 2.1.

## Історія
Спільно з етапом чемпіонату України в гонці-критеріум та Гран-прі Вінниці, яке проводилася попереднього дня, до певної міри може вважати правонаступницею зниклого Гран-прі Донецька.

## Призери
Гран-прі ISD 2015
- Чемпіон:  Андрій Хрипта
- Срібний призер:  Олександр Политвода
- Бронзовий призер:  Максим Васильєв

Гран-прі ISD 2016
- Чемпіон:  Нурболат Кулімбетов
- Срібний призер:  Самір Джабраїлов
- Бронзовий призер:  Матвій Нікітін